# لاگو ویستا (تگزاس)
لاگو ویستا، تگزاس (به انگلیسی: Lago Vista, Texas) یک شهر در ایالات متحده آمریکا با جمعیت ۶٬۲۶۸ نفر است که در تگزاس واقع شده‌است.